# Icosàedre truncat
En geometria, l'icosàedre truncat és un dels tretze políedres arquimedians, s'obté truncant els dotze vèrtexs de l'icosàedre.
Té 32 cares, 12 de les quals són pentagonals i 20 hexagonals, 90 arestes i a cadascun dels seus 60 vèrtex i concorren dues cares hexagonals i una pentagonal.

## Àrea i volum
Les fórmules per calcular l'àrea A i el volum V d'un icosàedre truncat tal que les seves arestes tenen longitud a són les següents:
{\displaystyle A=(30{\sqrt {3}}+3{\sqrt {25+10{\sqrt {5}}}})a^{2}}
{\displaystyle V={\begin{matrix}{1 \over 4}\end{matrix}}(125+43{\sqrt {5}})a^{3}}

## Esferes circumscrita, inscrita i tangent a les arestes
Els radis R, r i {\displaystyle \rho } de les esferes circumscrita, inscrita i tangent a les arestes respectivament són:
{\displaystyle {\begin{aligned}&R={\frac {a{\sqrt {58+18{\sqrt {5}}}}}{4}}\\&r={\frac {9a\left(21+{\sqrt {5}}\right){\sqrt {58+18{\sqrt {5}}}}}{872}}\\&\rho ={\frac {3a\left(1+{\sqrt {5}}\right)}{4}}\\\end{aligned}}}
On a és la longitud de les arestes.

## Dualitat
El políedre dual de l'icosàedre truncat és el dodecàedre pentakis.

## Desenvolupament pla

Desenvolupament pla del icosàedre truncat

## Simetries
El grup de simetria del icosàedre truncat té 120 elements; el grup de les simetries que preserven les orientacions és el grup icosàedric {\displaystyle I\cong A_{5}}. Són els mateixos grups de simetria que per l'icosàedre i pel dodecàedre.

## Políedres relacionats
La següent successió de políedres il·lustra una transició des del dodecàedre a l'icosàedre passant per l'icosàedre truncat:
| dodecàedre | dodecàedre truncat | icosidodecàedre | icosàedre truncat | icosàedre |

## Aplicacions

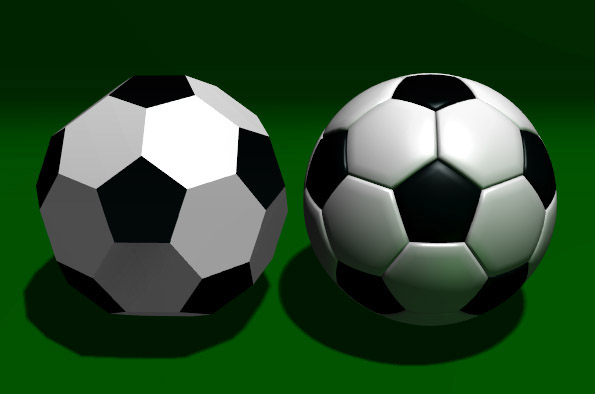
Icosàedre truncat i pilota de futbol

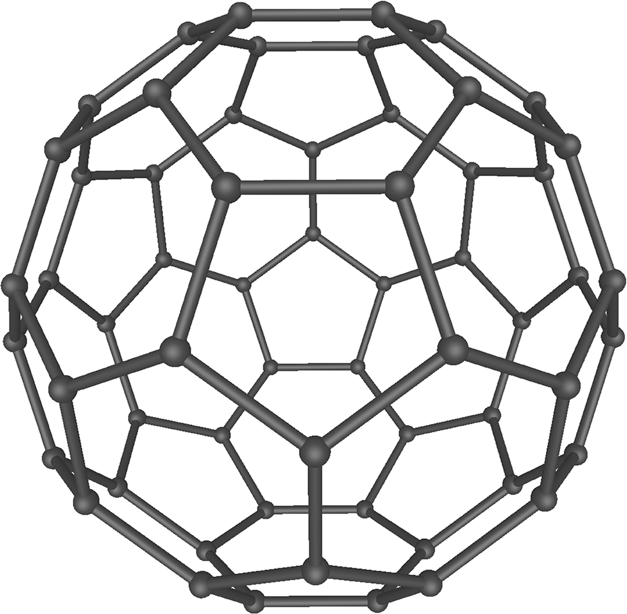
La molècula del Fullerè C_{60}.

Un dels models de pilota de futbol fa servir un icosàedre truncat amb les cares pentagonals de color negre i les hexagonals de color blanc.
L'estructura de la molècula del fullerè {\displaystyle C_{60}} correspon a un icosàedre truncat amb àtoms de carboni a cada vèrtex i enllaços a cada aresta.